# Хомутовка (Біжбуляцький район)
Хомуто́вка (рос. Хомутовка, башк. Хомутовка) — присілок у складі Біжбуляцького району Башкортостану, Росія. Входить до складу Дьомської сільської ради.
Населення — 245 осіб (2010; 326 в 2002).
Національний склад:
- росіяни — 61 %
- башкири — 26 %